# Шиха
Шиха — река в России, протекает в Ильинском районе Ивановской области. Устье реки находится в 169 км по левому берегу реки Нерль. Длина реки составляет 15 км, площадь водосборного бассейна — 71,2 км².
Исток реки у деревни Веригино (Ильинское городское поселение) в 10 км к юго-западу от посёлка Ильинское-Хованское. Река течёт на юг, протекает село Никольское и деревни Спирки и Федяково. Впадает в Нерль, по которой здесь проходит граница с Владимирской областью.

## Данные водного реестра
По данным государственного водного реестра России относится к Окскому бассейновому округу, водохозяйственный участок реки — Нерль от истока и до устья, речной подбассейн реки — бассейны притоков Оки от Мокши до впадения в Волгу. Речной бассейн реки — Ока.
По данным геоинформационной системы водохозяйственного районирования территории РФ, подготовленной Федеральным агентством водных ресурсов:
- Код водного объекта в государственном водном реестре — 09010300812110000032357
- Код по гидрологической изученности (ГИ) — 110003235
- Код бассейна — 09.01.03.008
- Номер тома по ГИ — 10
- Выпуск по ГИ — 0